# Sphodromantis baccettii
Sphodromantis baccettii é uma espécie de louva-a-deus da família dos Mantidae, sendo encontrados no Quênia e na Somália.